# Chuyến bay 4819 của Delta Connection
Chuyến bay 4819 của Delta Connection là một chuyến bay chở hành khách quốc tế theo lịch trình từ sân bay quốc tế Minneapolis−Saint Paul đã bị rơi khi hạ cánh xuống sân bay quốc tế Toronto Pearson trong chuyến bay thường lệ vào ngày 17 tháng 2 năm 2025. Chuyến bay được vận hành bởi máy bay phản lực khu vực Bombardier CRJ900 của Endeavour Air, một công ty con thuộc sở hữu hoàn toàn của Delta Air Lines. 
Chuyến bay có 80 người trên máy bay, gồm 76 hành khách và 4 thành viên phi hành đoàn. Tất cả hành khách và phi hành đoàn đều sống sót, nhưng có 21 người bị thương.
Sau vụ tai nạn, người ta quan sát thấy máy bay nằm lộn ngược trên đường băng.Gió đã thổi từ phía Tây với tốc độ gió 51 kilômét trên giờ (32 mph; 28 kn) với gió giật lên tới 64 kilômét trên giờ (40 mph; 35 kn) đã được ghi nhận trước thời điểm máy bay rơi.